# Inge Blask

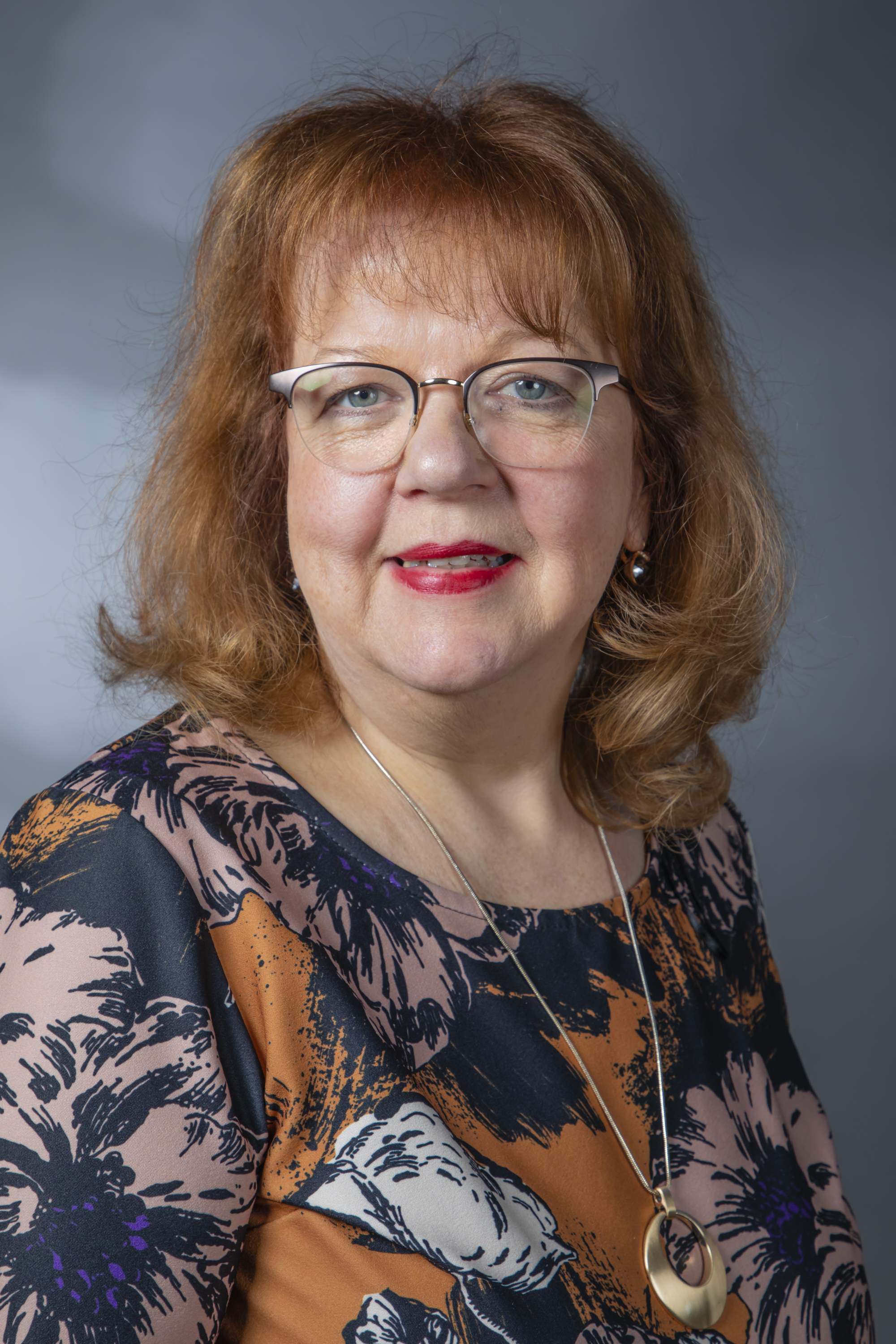
Inge Blask (2019)

Inge Blask (* 26. November 1959 in Castrop-Rauxel) ist eine deutsche Politikerin (SPD). Sie ist seit 2018 Mitglied des Landtages Nordrhein-Westfalen, dem sie bereits zuvor von 2012 bis 2017 angehörte.

## Leben
Nach dem Fachabitur 1979 studierte Inge Blask vier Jahre lang Ökotrophologie an der Fachhochschule Münster. 1983 erreichte sie das Diplom und begann ihre berufliche Tätigkeit bei der Verbraucherzentrale Nordrhein-Westfalen. Sie war zuerst als Beraterin tätig, leitete später das Büro in Iserlohn und war von 1990 bis 2012 Regionalleiterin. 2017/2018 war sie wissenschaftliche Mitarbeiterin für die Koordination Ehrenamt und Förderverein bei der Verbraucherzentrale NRW.
Ihre politische Karriere begann nach dem Eintritt in die SPD im Jahr 1985 in der Lokalpolitik. Zwischen 1989 und 1999 war Inge Blask Mitglied des Kreistages im Märkischen Kreis. Dem Rat der Stadt Hemer gehört sie seit 2004 an, seit der Kommunalwahl 2009 fungiert sie als stellvertretende Fraktionsvorsitzende und schulpolitische Sprecherin. Im SPD-Ortsverein Hemer und im SPD-Unterbezirk Märkischer Kreis, dem sie bis 2019 angehörte, wurde sie jeweils als Beisitzerin in den Vorstand gewählt. Auch in der Arbeitsgemeinschaft sozialdemokratischer Frauen und im Regionalvorstand der SPD im Bezirk Westliches Westfalen bekleidet sie das Amt der Beisitzerin. Im Mai 2012 ist Blask in den Bundesvorstand der Arbeitsgemeinschaft sozialdemokratischer Frauen als Beisitzerin gewählt worden. Außerdem ist sie seit 2018 stellvertretende Vorsitzende des Landesvorstandes der ASF in Nordrhein-Westfalen.
Nachdem sie SPD-intern eine Kampfkandidatur gegen den bisherigen Landtagsabgeordneten Jürgen Antoni gewonnen hatte, trat sie bei der Landtagswahl in Nordrhein-Westfalen 2010 als Direktkandidatin der SPD für den Wahlkreis Märkischer Kreis II gegen Wolfgang Exler (CDU), Peter Köhler (Grüne) und Markus Sälzer (FDP) an. Mit 35,3 Prozent erreichte sie den zweiten Platz, während das Direktmandat an Wolfgang Exler ging. Zur Landtagswahl in Nordrhein-Westfalen 2012 wurde sie in ihrem Wahlkreis erneut zur SPD-Direktkandidatin gewählt. Mit einem Erststimmenergebnis von 38,8 Prozent gewann sie den Wahlkreis dieses Mal knapp gegen Exler, auf den 38,3 Prozent entfielen. Zur Landtagswahl 2017 unterlag sie bei ihrer Direktkandidatur im Wahlkreis dem CDU-Gegenkandidaten Marco Voge, schied zunächst aus dem Landtag aus und rückte am 19. März 2018 über die Landesliste für die ausgeschiedene Abgeordnete Svenja Schulze in den Landtag nach. Bei der Landtagswahl 2022 erreichte sie ein Erststimmenergebnis von 30,2 % und zog auf Platz 4 der Landesliste in den Landtag ein.